# Anafora Addaie a Mariho
Anafora Addaie a Mariho (Svatá kurbana blažených apoštolů složená sv. Addaiem a Marim) je stará eucharistická modlitba, používaná Asyrskou církví Východu. Je připisována svatému Addaiovi a jeho učedníku Marimu, kteří byli podle tradice prvními biskupy Edessy a Seleukie v 1. století, podle většiny odborníků však tento text pochází až ze 3. století. Jeho zvláštností je, že v některých rukopisech se v jejím textu nenachází Kristova slova o ustanovení eucharistie („vezměte a jezte, toto je moje tělo ... vezměte a pijte, toto je moje krev...“) ani epikleze (prosba o posvěcení), což z ní činí jedinečný případ v křesťanské eucharistické liturgii. V roce 2001 římskokatolická církev uznala platnost eucharistie, sloužené podle této liturgie.